# Edmund Selous
Pour les articles homonymes, voir Selous.
Edmund Selous est un ornithologue britannique, né en 1857 et mort en 1934.

## Biographie
Fils de courtier en bourse, c’est naturellement qu’il s’oriente vers des études de droit, mais il préfère se concentrer sur l’histoire naturelle. Il se marie en 1886 avec Fanny Margaret Maxwell (1863-1955). Son frère est le grand explorateur de l’Afrique et grand chasseur Frederick Courtney Selous (1851-1917).
Selous est principalement célèbre pour ses observations du comportement des oiseaux. Chercheur singulier et isolé, il fait montre d’un grand sens de l’observation. Il interprète ses observations à la lumière de la théorie de l'évolution de Charles Darwin (1809-1882) et fait constamment référence à la sélection naturelle et sexuelle. Il déteste le fait de tuer les animaux et s’élève contre la chasse. Selous condamne l’histoire naturelle des muséums et des collectionneurs : 
« For myself, I must confess that I once belonged to this great, poor army of killers, though, happily, a bad shot, a most fatigable collector, and a poor, half-hearted bungler, generally. But now that I have watched birds closely, the killing of them seems to me as something monstrous and horrible ; and, for every one that I have shot, or even only shot at and missed, I hate myself with an increasing hatred. »
Non seulement il évite les autres ornithologues mais évite même de lire leurs observations :
« I have abstained from reading anything on filed ornithology in order to be able to base my conclusions entirely on my own observations. As I have no doubt lost much by this, I hope I have gained something, too. »
Bien que ces livres soient remplis de citations de nombreux auteurs, aucun d’entre eux n’est ornithologue.
Il fait paraître ses observations dans Saturday Review, The Zoölogist (1901-1906), The Naturalist (1920-1921), Wild Life (1915-1916), The Auk (1917), Journal für Ornithologie (1929).

## Liste des publications

### Ouvrages scientifiques
- 1901 : Beautiful birds[3] (J.M. Dent, Londres).
- 1901 :  Bird Watching[4] (J.M. Dent, Londres).
- 1905 : Bird Life Glimpses[5] (George Allen, Londres).
- 1905 :  The Bird Watcher in the Shetlands. With some notes on seals – and digressions (J.M. Dent, Londres).
- 1927 : Realities of Bird Life (Constable & Co., Londres).
- 1931 : Thought Transference (or What ?) in Birds (Constable & Co., Londres).
- 1933 : Evolution of Habit in Birds (Constable & Co., Londres).

### Recueil d’anecdotes
- 1921 : The Romance of the Animal World (Seeley, Service & Co., Londres).
- 1921 : The Romance of Insect Life (Seeley, Service & Co., Londres).

### Ouvrage pour enfants
- The Tommy Smith Series[6] (sept volumes, Methuen & Co., Londres).